# Chuva na Areia
Chuva na Areia é uma telenovela portuguesa exibida pela RTP entre 7 de janeiro e 3 de maio de 1985. Foi apresentada pela RTP como um Tele Romance para se demarcar das anteriores. Teve 85 episódios e era baseada num romance inédito de Luís de Sttau Monteiro (Agarra o Verão, Guida, Agarra o Verão). Foi substituída no horário nobre da RTP 1 pela telenovela A Sucessora, novela de 1978 da Rede Globo, em exibição na RTP2. Um dos poucos casos em que uma telenovela do 2.º canal tenha passado para o 1.º. Marcou a estreia da atriz Natália Luiza que era a protagonista e o regresso de (Virgílio Teixeira) à ficção portuguesa.

## Sinopse
As aventuras são passadas numa vila piscatória dos anos 1960, Vila Nova da Galé, construída em Tróia com a arte e engenho do arquitecto Conde Reis. A Vila Nova da Galé é invadida por turistas prontos a gozar as suas belezas naturais. Esses turistas são os alemães Adolf Schmidt (António Rama) e Hans Neuber (Carlos Wallenstein), e com a ajuda de Vilela (Henrique Viana) e do banqueiro Vítor Costa (Baptista Fernandes), querem modernizar a cidade com construções de hotéis e piscinas. A população sente-se agitada pelas alterações aos hábitos que essa afluência implica. Há quem defenda o progresso, entendendo-o no sentido da modernização da localidade, como o merceeiro Evaristo Gomes (António Montez), o Presidente da Câmara (José Gomes), o Antunes (Carlos César), ou o Esteves (Armando Cortez), esposo de Amélia (Mariana Vilar), cuja esposa tem uma bronca, quando este ganha o segundo prémio da lotaria e mete-se com uma espanhola, que era afinal portuguesa. Outros defendem a tradição local, lutando por valores antigos autênticos, como o dono da Pensão Âncora, o Augusto Nunes  (José Viana), marido de Augusta Nunes (Manuela Maria) e pai da GUIDA (Natália Luiza), uma das mais salientes personagens, ou o chefe do negócio das pescas, o que se afirma dono de toda a razão, o Sr. Mimoso (Rogério Paulo), marido de Judite (Laura Soveral). Mas quem defende essa teoria mais afincadamente é o homem mais querido da cidade, o Engenheiro António Fontes (Virgílio Teixeira), esposo de Helena Fontes (Mariana Rey Monteiro). Há outros que se preocupam com a modernização da cidade, mas estão contra ela porque isso pode implicar a destruição de casas de pescadores como o Malaquias (Luís Pinhão), avô de Ana do Mar (Filipa Cabaço), que nutre uma grande paixão pelo CANIÇO (Nuno Melo), homem pobre que deixou as pescas para se meter em contrabando de mercadorias, juntamente com Maganão (Manuel Cavaco), Vítor Manuel, mais conhecido por Zé Peralta (Mário Sargedas) e Toino Martelô (Melim Teixeira), incluindo o dono da tasca, que é o ponto de encontro dos mafiosos, o Leopoldo (Rui Luís). Para manter a ordem estão presentes os homens da Guarda, mas que são da terra e dedicam-se a ela, o Tenente Pedro Ferreira (Rui Mendes), esposo de Odete (Alina Vaz) que é a chique da vila, e o Agente Lima (António Évora). Toda a história se centra no CANIÇO, pela sua fama de ladrão de praias, e na GUIDA, principalmente, pois esta quer AGARRAR O VERÃO, e só consegue isso em Setembro com a chegada da CHUVA NA AREIA.

## Elenco principal
- Adelaide João[1] - Maria Vidinha
- Alda Pinto[11] - Directora da Escola
- Alina Vaz - Odete Ferreira
- Amadeu Caronho - Marcolino
- Américo Pereira - Brito
- António Évora - Sargento Lima
- António Lopes Ribeiro - Padre Abel Correia
- António Manuel Couto Viana - Padre Francisco
- António Montez[1] - Evaristo Gomes
- António Rama[12][13][14] - Adolf Schmidt
- Armando Cortez[1][15] - Esteves
- Armando Venâncio - Manel
- Asdrúbal Teles Pereira - Rodrigues
- Baptista Fernandes - Vítor Costa
- Carlos César - Antunes
- Carlos Daniel - Herculano Carvalho
- Carlos Gonçalves - Fonseca
- Carlos Wallenstein - Hans Neuber
- Célia David - Rita
- Cunha Marques - Mirone
- Curado Ribeiro - Junqueira
- Eduardo Viana - Eduardo
- Filipa Cabaço - Ana do Mar
- Filomena Gonçalves[16] - Empregada de Odete
- Glicínia Quartin - Joaquina
- Henrique Santos - Alberto
- Henrique Viana - Vilela
- Isabel Damatta - Adelaide
- Isabel Nunes da Silva - Inês Fontes
- Jorge Campos - Jean
- José de Carvalho - Mirone
- José Fonseca e Costa - Tão Vidigueira
- José Gomes - Presidente da Câmara
- José Viana - Augusto Nunes
- José Firmino - Cristo
- Laura Soveral - Judite
- Luís Pinhão[17] - Malaquias
- Luís Zagalo - Agente da PIDE
- Luísa Barbosa - Francisca Olinda
- Luísa Roubaud - Gabriela
- Lourdes Lima - Lisete
- Manuel Cavaco - Manganão
- Manuela Carona - Paloma
- Manuela Maria[1] - Augusta Nunes
- Margarida Rosa Rodrigues - Mariazinha Vidigueira
- Maria Clementina - Engrácia
- Maria Cristina - Tiazinha
- Maria Dulce[18] - Mabel
- Maria Salomé Guerreiro - Isabel Clara
- Maria Simões - Cabeleireira
- Mariana Rey Monteiro[1][19] - Helena Fontes
- Mariana Villar[20] - Amélia Esteves
- Mário Sargedas - Zé Peralta (Vítor Manuel)
- Melim Teixeira[21] - Toino Martelô
- Natália Luiza[22] - Guida Nunes
- Nuno Melo[23][24][25] - Caniço
- Óscar Acúrcio - Aníbal Cortes
- Rogério Paulo[1] - Joaquim Mimoso
- Rui Luís - Leopoldo
- Rui Mendes[1] - Tenente Pedro Ferreira
- Rui Pedro - Florêncio Silva
- Virgílio Teixeira - Engenheiro António Fontes

## Banda Sonora
Lado A
- Genérico de Abertura (Arranjo: Pedro Osório)
- O Mar em que te Despes (canta: Lena d'Água)[26]
- Tarde de Nunca (Arranjo: Pedro Osório)
- Qualquer Coisa que lhes Falta (canta: Carlos do Carmo)
- Viagem (Arranjos: José Luis Tinoco)
- A Meio Caminho (canta: Fernando Girão)

Lado B
- Meio-Dia (Arranjo: Pedro Osório)
- Ana do Mar (canta: Teresa Silva Carvalho)
- Valsa (Arranjo: Pedro Osório)
- Para Lá das Dunas (Arranjo: J.L Tinoco)
- Litoral (Arranjo: J.L Tinoco)
- Fado do Pescador (canta: Vicente da Câmara)
- Genérico de Fecho (Arranjo: Pedro Osório)

## Arrependimento por parte do criador
Numa entrevista dada em 1988 ao Jornal de Sábado, o criador Luís de Sttau Monteiro referiu-se à telenovela como "um erro muito grande de cálculo", pois para ele os portugueses preferem uma televisão que os faça sonhar em vez de uma que trate dos problemas da vida quotidiana.